# الرمادي

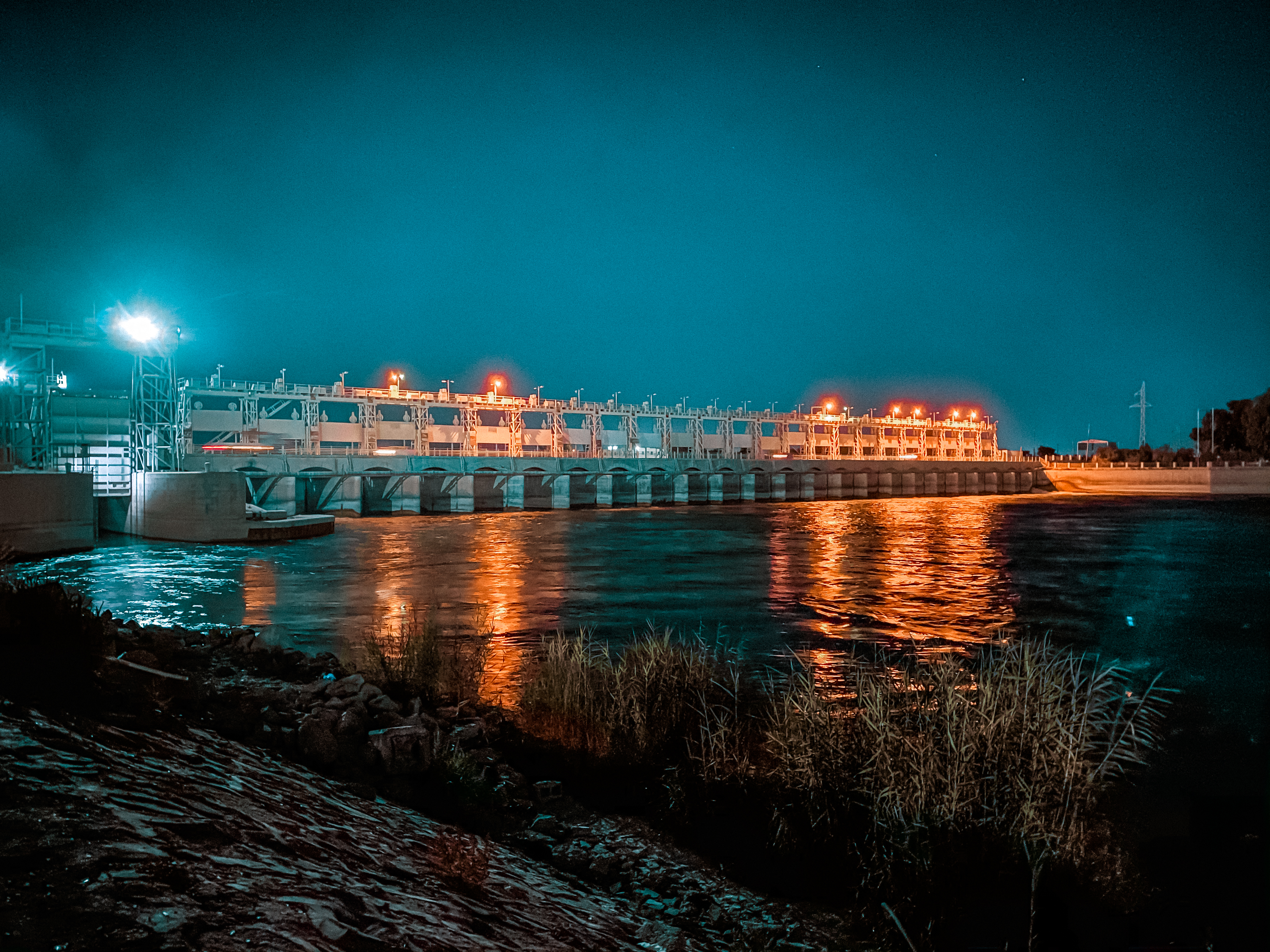
ناظم الجزيرة على نهر الفرات في الرمادي

الرمادي مدينة عراقية تبعد غرب بغداد حوالي 108 كيلومتر، وهي مركز محافظة الأنبار. وينتمي أغلب سكان المدينة إلى عشائر الدليم البوعساف والبوعلوان والبوذياب والبوفهد والبوهزيم والبومرعي والبو خليفة والبوريشة والعبيد والجبور والقبائل القيسية المتمثلة بالكروية والجميلة والكرطان والعويسات .
بدأت على أرض الرمادي نهضة عمرانية وذلك بسبب الموقع البعيد عن أحداث الحرب العراقية الإيرانية، وهي تعتبر مدينة مهمة بالنسبة للتجارة بين العراق والأردن وسوريا، كما أنها مرتبطة بخطوط مواصلات سريعة مع العاصمة العراقية بغداد بالإضافة إلى المدن الأخرى القريبة من الحدود الغربية للبلاد، وفي المدينة مواقع أثرية قديمة جداً.
كانت تعد المدينة النقطة الرئيسية للمقاومة العراقية أثناء الاحتلال الأمريكي للعراق.[محل شك]تحتوي على خط السكة الحديدية الرئيسية الذي يقود إلى سوريا.

## تاريخ
أسسَّ مدينةَ الرمادي والي بغداد مدحت باشا في عام 1869م. وأصبحت بعد ذلك مدينة يرتادها المسافرون ليتزوّدوا بالطعام. في عام 1932 سُكنت بشكل فعلي وتم إنشاء طرق مواصلات تمر بالمدينة مما أدى إلى نهضتها العمرانية بعد أن انتشرت فيها المساكن. ومن بين القبائل العربية التي سكنتها الدليم، والمناذرة، وعنزة. كما يوجد بها مجموعة من الأكراد. وبين الرمادي والفلوجة يقع مطار «سن الذبان» الذي أسسه البريطانيون عام 1935، في غرب الفرات، بالقرب من الحبانية. وقد كان معسكراً تنقل إليه القوات الجوية البريطانية من المعسكرات الأخرى. سكن الجيش العراقي المدينة منذ عام 1955 بعد أن ألغيت معاهدة 30 حزيران 1935 والتي تنص على أن تقوم بريطانيا بإنشاء قاعدتين جويتين في الرمادي والشعيبة. وفي نيسان/أبريل عام 1956 فتحت أقنية مائية لبحيرة الحبانية.

## التعليم في المدينة
افتتحت أول مدرسة في قضاء الرمادي في عام 1919م، وكانت للبنين فقط، وسميت في وقتها مدرسة الرمادي (الرشيد حاليا) أما أول مدرسة للبنات فقد افتتحت في 1932م، باسم مدرسة النهضة (أسامة بن زيد حاليا)، ولقد افتتحت أول جامعة بالمدينة في عام1987م، ثم افتتحت فيها كلية أهلية عام 1993م، باسم كلية المعارف.

## المناطق والأحياء

مناطق الرمادي

- مركز مدينة الرمادي ويشمل أحياء: الشركة، الورار، المهندسين، الضباط الأولى، الضباط الثانية، 7 نيسان، الجمعية، الحوز، الثيلة، البوجليب، المخابرات، الملعب، الشرطة، العمارات السكنية في الورار، البو جابر، الجمهوري، الأندلس، المعلمين، البكر، العادل، الإسكان الأولى، الإسكان الثانية، العزيزية، القطانة، التاميم، 8 شباط، 30 تموز، الدواجن، العمارات السكنية اليابانية، القادسية الأولى، القادسية الثانية، حي الأكراد، الحي السكني في جامعة الأنبار، العمارات السكنية الروسية، دور الضباط، دور نواب الضباط، دور السكك، منطقة الخمسة كيلو، المرور
- الجزيرة وتشمل مناطق: البوفراج، البوعساف، البوذياب، البوعيثة، البوعلي الجاسم
- الشامية وتشمل مناطق: الحميرة، الطاش، العنكور، البوعساف، البوريشة، زنكورة، الخمسة كيلو، السبعة كيلو
- شرق الرمادي ويشمل مناطق: البوبالي، الحامضية، البوعبيد، الصوفية، الخالدية، الحبانية، السجارية، حصيبة الشرقية

## شوارع مدينة الرمادي
| اسم الشارع       | طوله كيلومتراً | عرضه مع الرصيف والجزرة (متراً) |
| شارع عشرين       | 1.5           | 20.7                          |
| شارع المعارض     | 1.6           | 28                            |
| شارع 17 تموز     | 2.5           | 29                            |
| شارع عدنان       | 8.5           | 25                            |
| شارع الوليد      | 2.5           | 27                            |
| شارع المستودع    | 1.15          | 28                            |
| شارع الإسكان     | 1             | 20                            |
| شارع معمل الزجاج | 4.6           | 29                            |
| شارع السيراميك   | 3.15          | 27                            |
| شارع الملعب      | 2.1           | 30                            |
| شارع 8 شباط      | 2.96          | 28                            |

## أهم الجوامع والمساجد
يحتوي قضاء الرمادي على أكثر من سبعين جامعا ومسجدا وفيما يلي ذكر لبعض منها:
- جامع الرمادي الكبير، جامع الدولة الكبير، جامع الصديقة عائشة، جامع فاطمة الزهراء، جامع صلاح الدين الأيوبي جامع أهل البيت، جامع محمد الفاتح، جامع هارون الرشيد، جامع القاضي، جامع الفرج، جامع الصوفية، جامع الصالح، جامع عمر بن الخطاب، جامع معاوية بن أبي سفيان، جامع الحق، جامع القدس، جامع الفرقان، جامع الفاروق، جامع الرحمن الرحيم، جامع الرحمن، جامع القيوم، مسجد حي الأندلس، جامع عباد الرحمن، جامع الشيخ عبد القادر الكيلاني، جامع بديع السموات والأرض، جامع عبد الله بن أم مكتوم، جامع المجيد، جامع الرضوان، جامع مالك بن أنس، جامع آل هميم، مسجد معمر بن راشد، جامع منهاج النبوة، مسجد محمد رسول الله، جامع الحمد، جامع محمد عارف، جامع الحاجة مقبولة، جامع حي المعلمين، جامع الوارث جامع أسماء الله الحسنى، جامع الشهيد خميس، جامع عروة بن الزبير، مسجد كامل جوير، جامع الشهيد مجيد، جامع المتقين

## اضطرابات

### التمرد المسلح

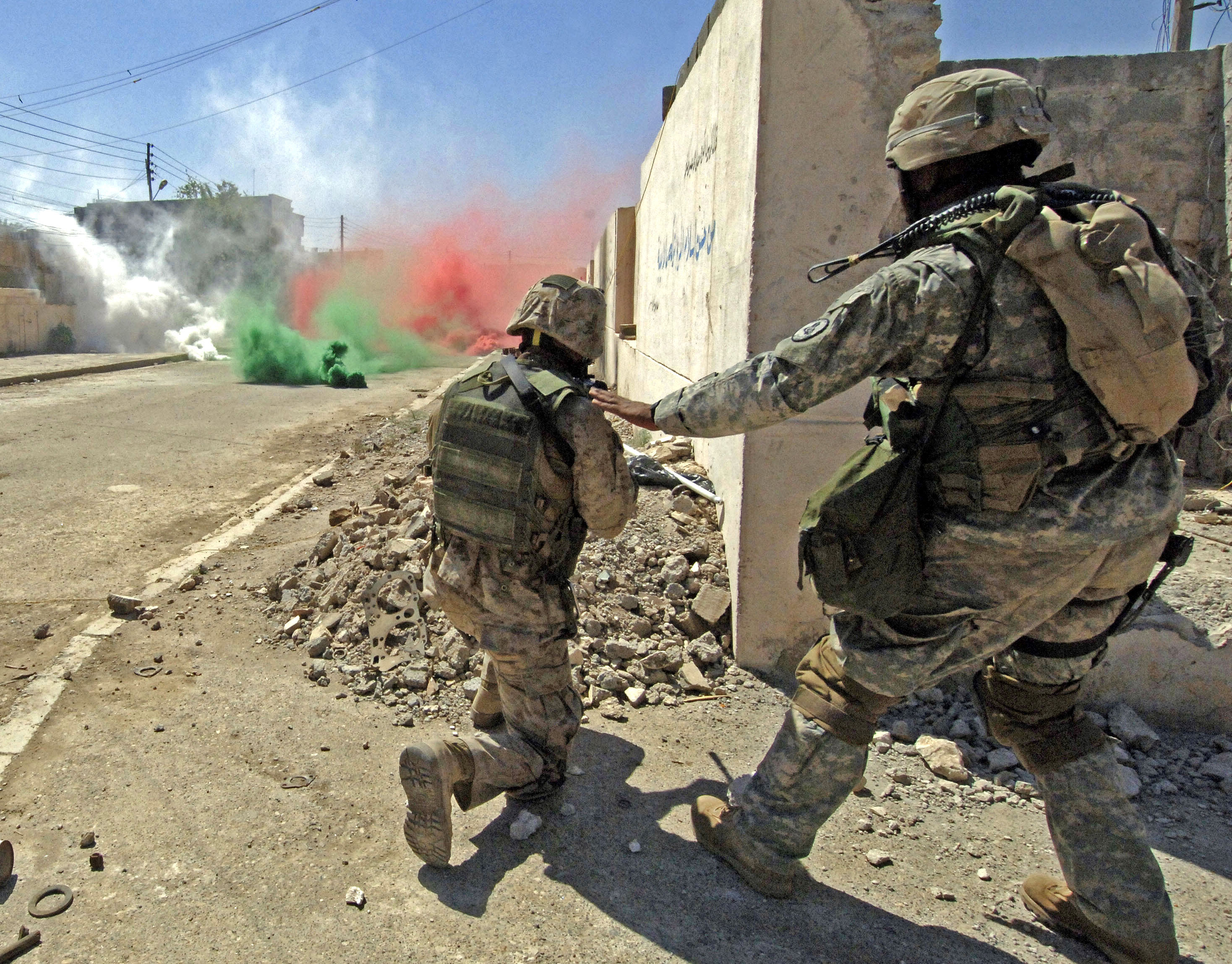
معركة بين قوات أمريكية ومسلحين عراقيين في 15 حزيران 2006م

كانت مدينة الرمادي تعتبر من المدن التي شهدت مستوى عال جداً من العمليات المسلحة ومن أشهر المعارك المسلحة التي جرت في المدينة جرت في منطقة السجارية في بداية الحرب. حاولت القوات الأمريكية على إحكام السيطرة على المدينة بعد قتال عنيف، شهدت مدينة الرمادي معارك ومواجهات ضد القوات الأمريكية استمرت نحو خمس سنين متواصلة.
وكان لأبناء عشائر المدينة ولجماعة أنصار السنة وعشرات التنظيمات المسلحة الأخرى الفضل في التصدي للاحتلال. وكانت الصواريخ وقذائف الهاون تصيب القواعد الأمريكية بكثرة، وكثرت العبوات الناسفة بالطرقات. إستقر الوضع الأمني في الرمادي أواخر عام 2007 م بعد تأسيس الشرطة المحلية في المدينة.
وقد توصل شيوخ الرمادي إلى اتفاق مع الحكومة العراقية يقتضي بأن تنسحب القوات الأمريكية من القواعد والثكنات العسكرية بالمدينة مقابل إنشاء الشرطة المحلية وإعادة أفراد الجيش السابق. وسيطرت قوات الشرطة المحلية على المدينة وعلى عموم الأنبار.
اشتهرت معارك الفلوجة إعلامياً لكن مدينة الرمادي شهدت معارك ومواجهات عنيفة ضد الجيش الأمريكي أكثر من الفلوجة، واستمر القتال ضد القوات الأمريكية في الرمادي أكثر من خمس سنوات متواصلة لم يتوقف القتال ضد القوات الأمريكية، عجز الجيش الأمريكي عن السيطرة على منطقة واحدة بالمدينة بسبب المقاومة العنيفة واستعمل الأمريكيون قوات المرتزقة الأجنبية على الأرض لكي يخففوا من خسائرهم.
ظن قادة الجيش الأمريكي أن المسلحين من عرب وأجانب بسهولة يقضون عليهم وينتهي الأمر ولم يفهموا أن سكان وأبناء عشائر الرمادي أجمعين يقاتلونهم ويرفضون وجود أي قوة خارجية على أرضهم.

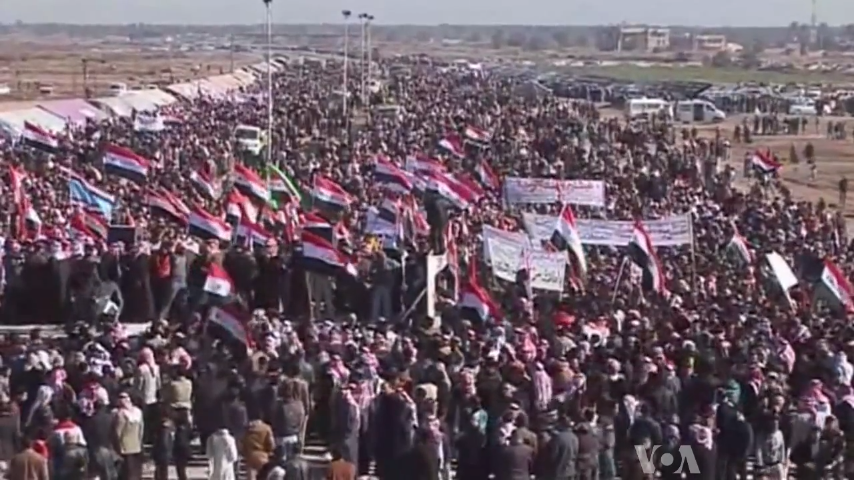
اجتماع أبناء عشائر الرمادي في منطقة البوفراج - الرمادي

عاد مسلحي العشائر للتمرد ضد الحكومة العراقية وقواتها أواخر عام 2013 بعد الاعتداء على النائب أحمد العلواني واستهداف مدينتي الفلوجة والرمادي بالقصف العشوائي.[محل شك]

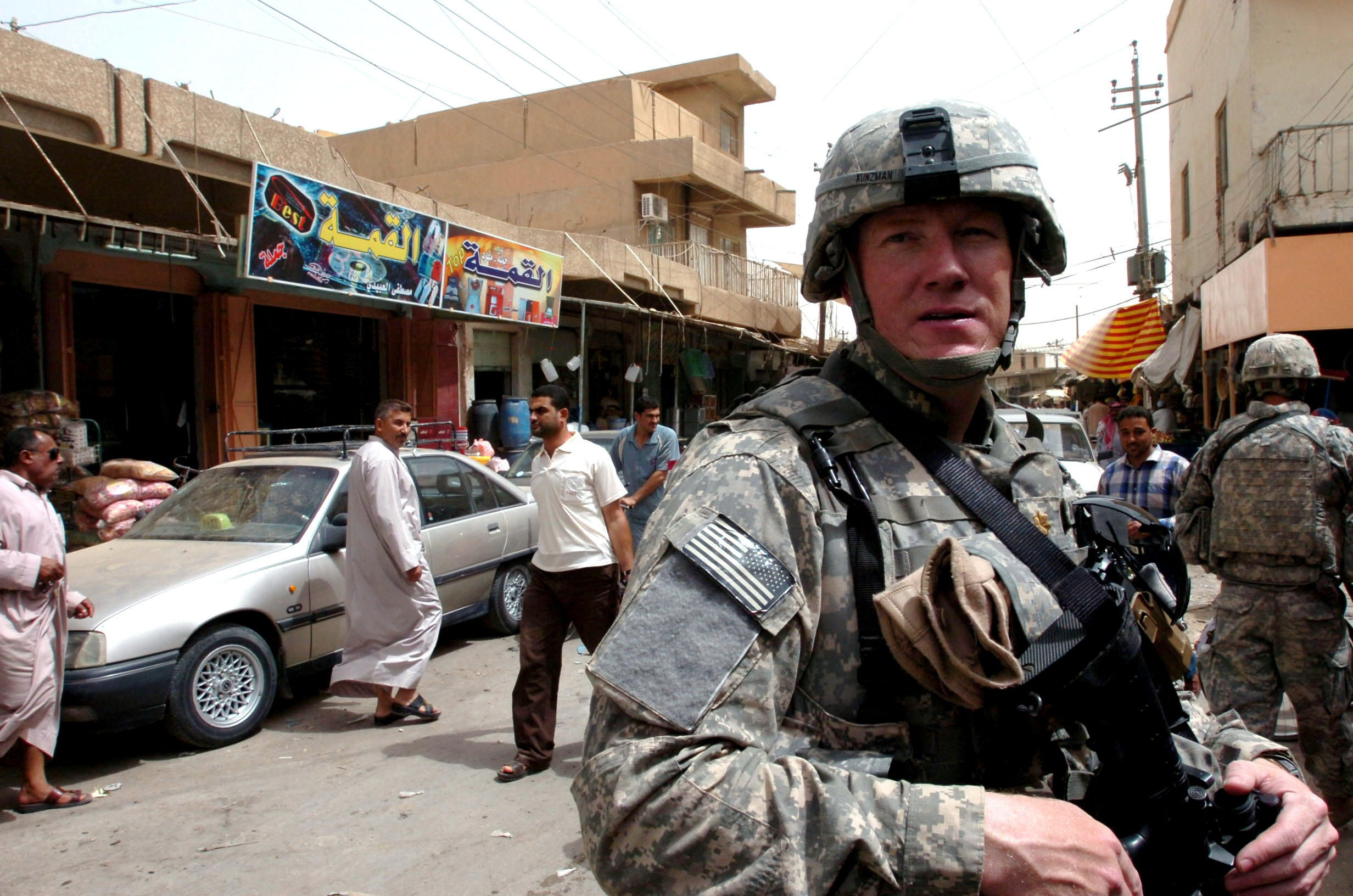
جندي أمريكي في أحد أسواق الرمادي في 7 حزيران 2008م

في تاريخ 30/12/2013م بدأت الثورة المسلحة وأول اشتباك كان في منطقة البوفراج المحاذية لساحات الاعتصام، وثم منطقة البو علي الجاسم، وثم امتد القتال ليشمل مدينة الرمادي كلها ثم انتقلت الثورة المسلحة إلى مدينة الفلوجة والخالدية والكرمة وتم تحريرها بالكامل وامتد القتال إلى مدن غرب الأنبار وانسحب الجيش العراقي إثر الهجمات، وثم عادت قوات الجيش العراقي لكنها انهزمت أمام مسلحي العشائر وفشلت في السيطرة على الأرض التي انسحب منها.

## آخر الأحداث في 2015 م

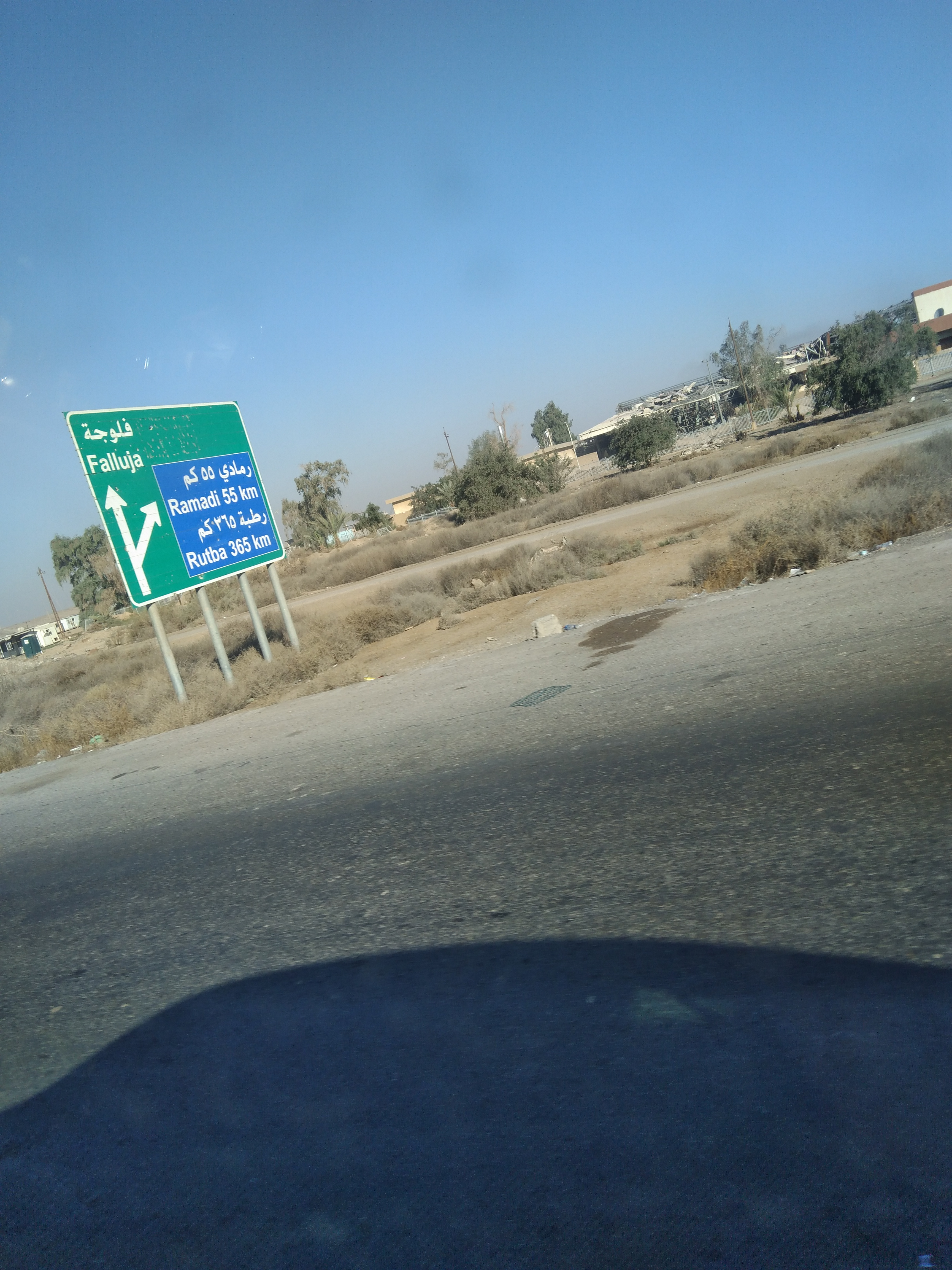
لوحة إرشادية عند مدخل مدينة الفلوجة مع توجيه إلى الرمادي والرطبة.

- 15 مايو 2015 معارك في الرمادي بين تنظيم داعش وقوات الجيش.
- 17 مايو 2015 سُقوط مدينة الرمادي مركز مُحافظة الأنبار بالعراق بيد تنظيم داعش.
- في 28 ديسمبر 2015 تم تحرير مركز مدينة الرمادي من قبل قوات الجيش العراقي تتقدمها القوات الخاصة العراقية، بعد قتال دام أكثر من شهرين وأعلنت قيادة العمليات المشتركة انتهاء المراحل الثلاثة التي وضعتها في عملية تحرير الرمادي، وأسفرت العمليات عن تحرير أغلب أحياء الرمادي ومركزها والمجمع الحكومي من سيطرة تنظيم داعش،[6] وفي الوقت الحاضر عادت الرمادي لسيطرة الحكومة العراقية.

ولقد شهدت مدينة الرمادي دماراً كبيراً بسبب الحرب بين الجيش العراقي والتنظيمات الإرهابية داخل المدينة مما أدى إلى تخريب 80% من البنية التحتية وأكثر من 3000 بيت و 58 مسجد و 85 مدرسة حسب المصادر الحكومية والمبلغ المطلوب لإصلاح الأضرار يبلغ حوالي 5 مليارات ونصف حسب ما أعلنت هيئة الأمم المتحدة ولكن السبب المباشر لتدمير المدينة هو القصف الذي نفذه طيران التحالف إذ بلغ 2500 ضربة جوية 700 منها كانت لطيران الجيش العراقي حسب بعض المصادر التابعة لوزارة الدفاع الأمريكية ووزارة الدفاع العراقية وعلى لسان وزير الدفاع الأمريكي ستيف ورن.

## معرض صور

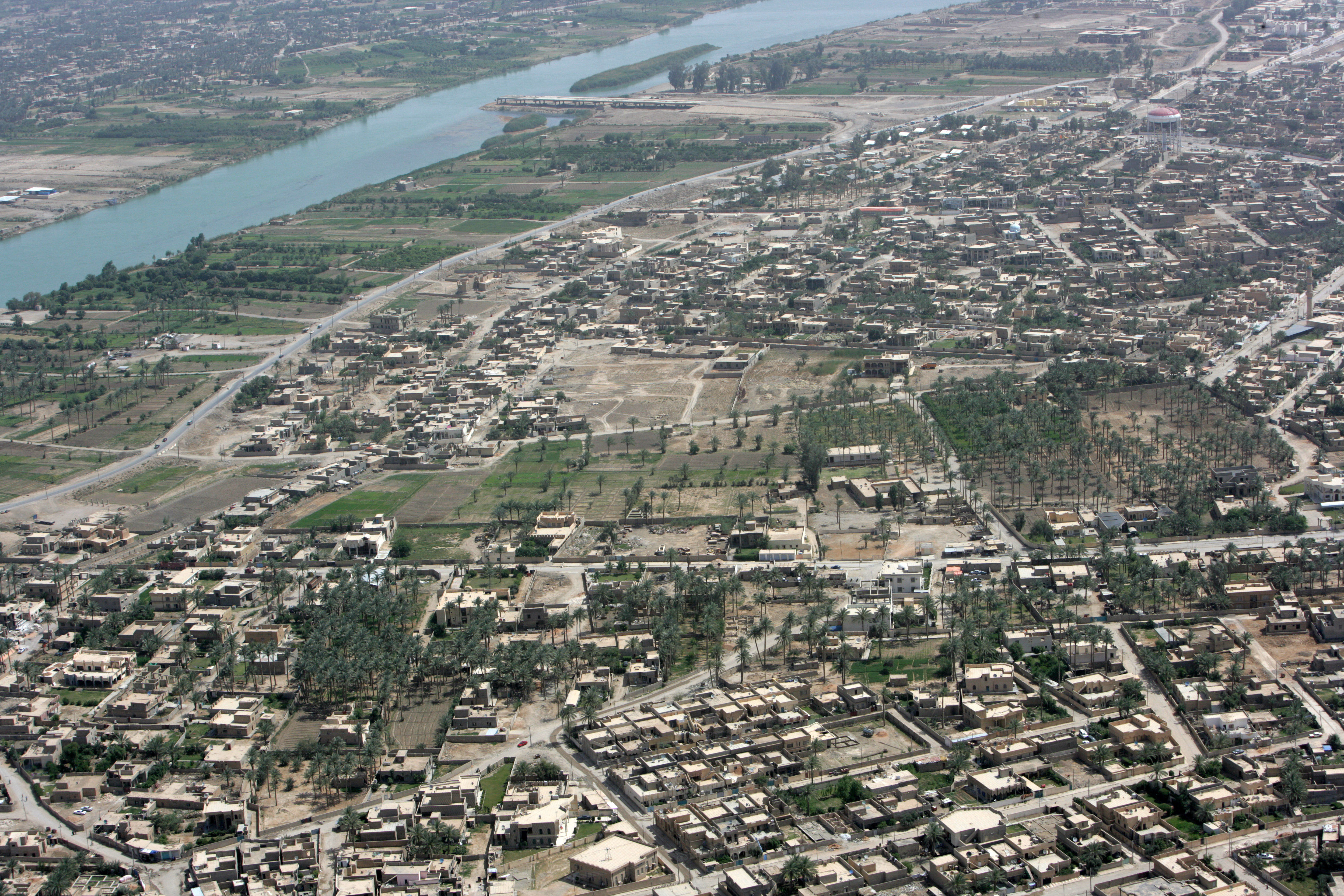
منظر جوي لمدينة الرمادي بعام 2008م
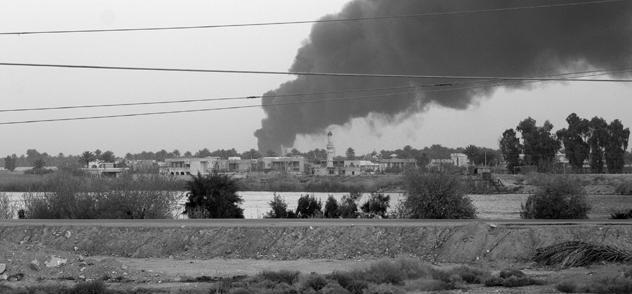
حريق في مركز حكومي سنة 2006م
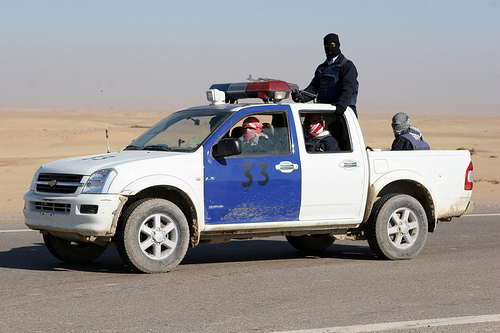
شرطة الرمادي مكونة من الفصائل المسلحة التي قاتلت الجيش الأمريكي سابقاً
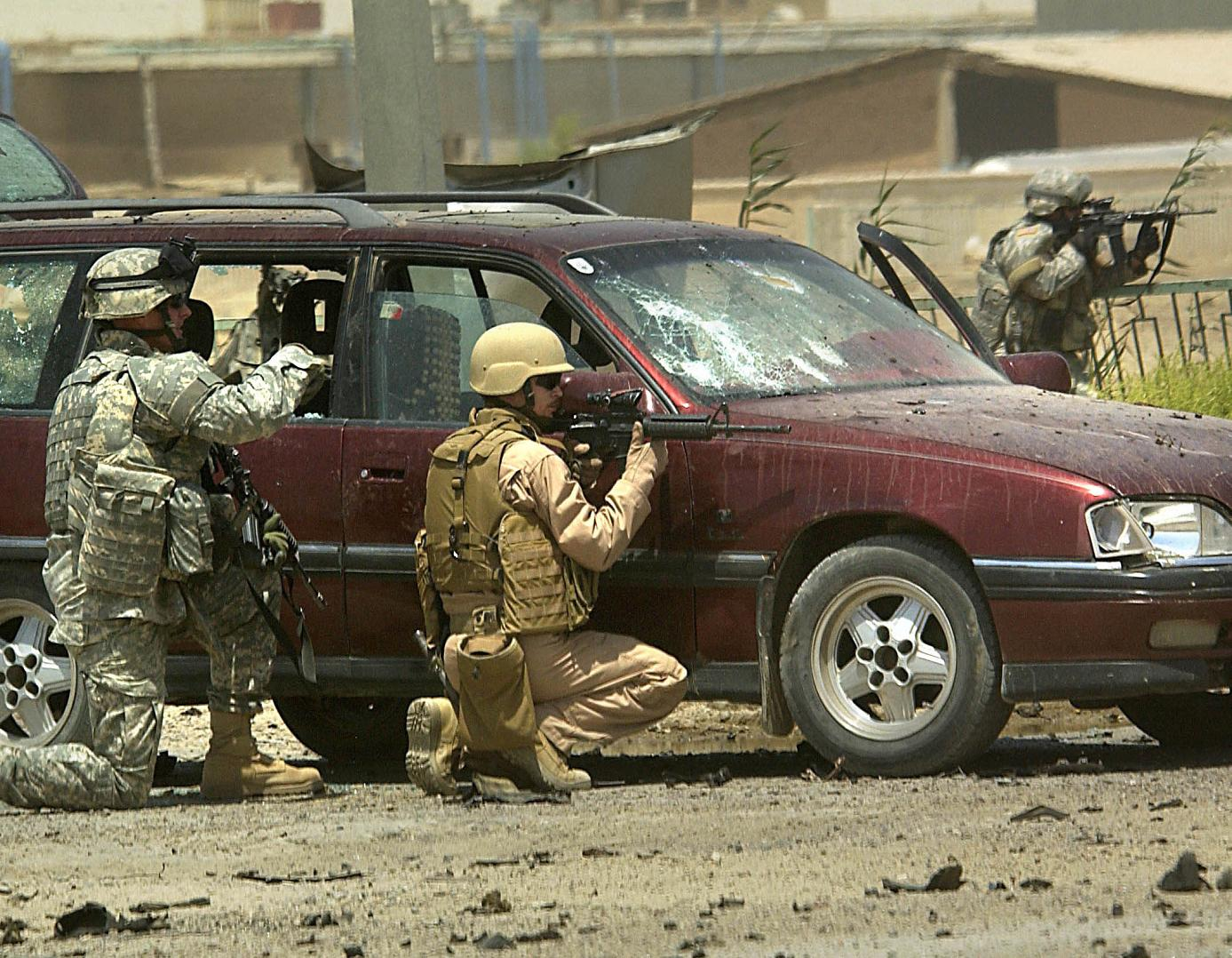
جنود أمريكان يحتمون من إطلاق نار بعد انفجار سيارة يقودها انتحاري بمنطقة التأميم في 10 آب 2006م